# 斯諾克里克鎮區 (北卡羅萊納州米切爾縣)
斯諾克里克鎮區（英語：Snow Creek Township）是位於美國北卡羅萊納州米切爾縣的一個鎮區。

## 地方資料
斯諾克里克鎮區的面積為55.42平方千米，皆為陸地。根據2020年美國人口普查的數據，當地共有人口2150人，而人口密度為每平方千米38.79人。